# Pöttingeum
Pöttingeum je školní budova v Olomouci, která byla postavena mezi lety 1894–1895 v novogotickém slohu Karlem Starým starším podle projektu architekta Jakoba Gartnera. Pöttingeum bylo postaveno za účelem sídla Ústavu hraběte Pöttinga pro výchovu dívek, což byla první olomoucká škola pro ženská povolání s českým vyučovacím jazykem, kterou založil právě hrabě Pötting.
Od roku 1948 fungovala v budově zdravotnická škola, po roce 1997 nazvaná Střední zdravotnická škola a Vyšší odborná škola zdravotnická Emanuela Pöttinga. Od roku 2002 je budova chráněna jako kulturní památka České republiky.

## Ústav hraběte Pöttinga (1895–1948)

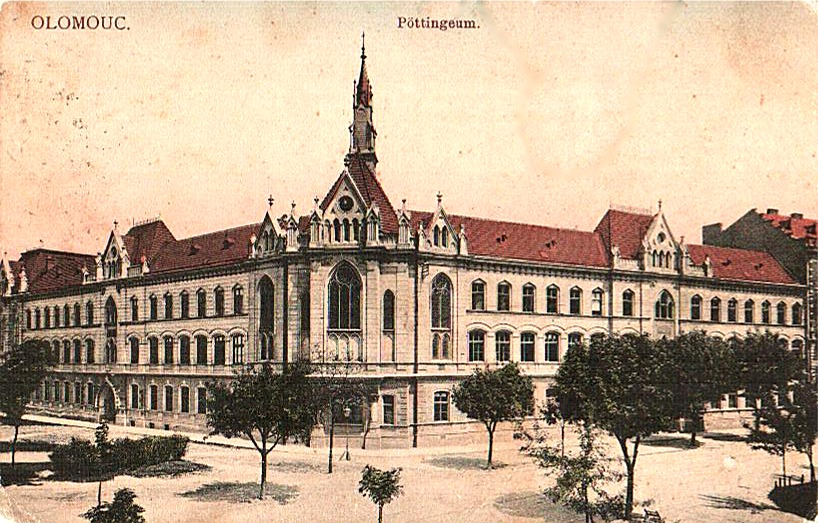
Pöttingeum kolem roku 1910

Ústav hraběte Pöttinga byla dívčí vzdělávací instituce v Olomouci, kterou založil hrabě Pötting a která působila v letech 1895–1948. Sídlila v novogotické budově postavené přímo pro tento účel, tzv. Pöttingeu.

### Založení

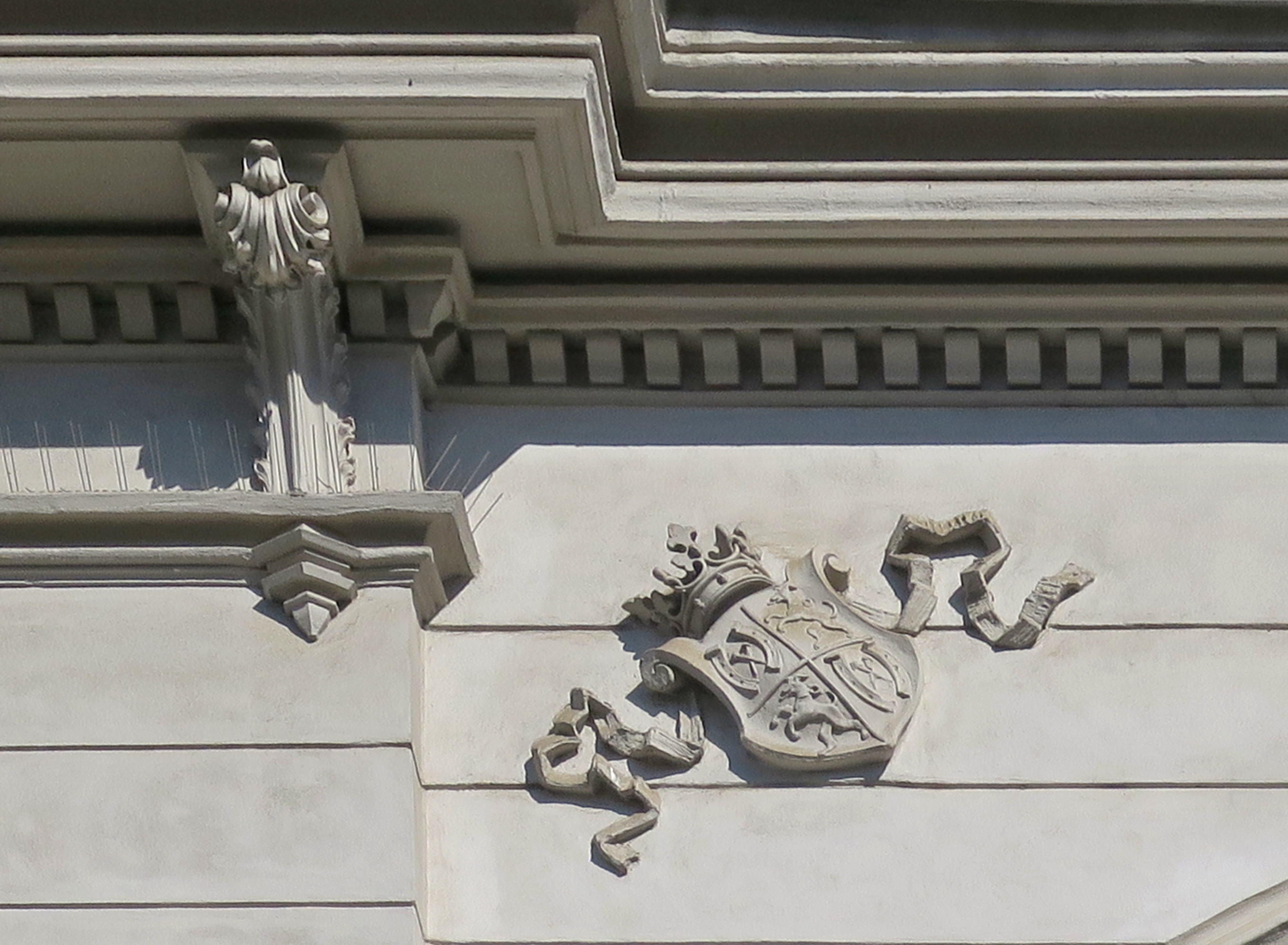
Znak hraběte Pöttinga na fasádě

Hrabě a olomoucký kanovník Pötting, ač německého původu, se velmi angažoval v českém kulturním životě na Moravě a v Olomouci obzvlášť. Jedním z jeho nejvýznamnějších počinů bylo založení ústavu pro výchovu dívek, první takové olomoucké dívčí školy, kde se vyučovalo česky. Původně měla být realizována na církevní bázi, ale nakonec se rozhodl po vzoru brněnské Vesny pro světský ústav, který organizačně zajišťoval jím založený čistě ženský spolek s názvem „Ústav hraběte Pöttinga v Olomouci, český pensionát a škola pro vzdělání dívek“. Otevření školy se událo 15. září 1895 a stalo se významnou vlasteneckou událostí ve městě, které v té době mělo ještě převážně německý charakter.

### Činnost
Existovalo vlastně několik škol: byla zde škola literní pro dívky od 11 do 14 let, která měla prohloubit znalosti ze školy obecné, dále zde fungovaly školy kuchařsko-hospodyňská a industriální, které je připravovaly pro praktický život. V budově byl i penzionát pro ubytování žákyň nejen z olomouckého venkova či vzdálenějších koutů Moravy, ale i z dalších zemí rakouské monarchie. Na počátku měla škola 200 žákyň, z toho 60 bylo ubytováno v penzionátu. Ústav se brzy stal velmi populární a žádaný, takže navíc roku 1899 muselo být přistavěno druhé křídlo budovy. Ve stejném roce zde byla založena dívčí Obchodní škola, první taková na Moravě.  Po první světové válce, kdy část budovy obsadilo vojsko, se ústav opětovně stabilizoval a byla založena další škola, tzv. „Švýcarský penzionát“, později přejmenována na Soukromou dívčí jazykovou školu. Až roku 1932 byl kvůli finanční krizi ústav zredukován jen na školy obchodní a kuchařskou.
Ústav se kromě výuky dívek soustředil i na širší veřejnost a byla zde proto pořádána řada osvětových přednášek. Byl také kulturním střediskem, Pöttingeum se stalo prostorem pro pořádání mnoha divadelních představení, výstav, slavností a koncertů. Ústav v tomto spolupracoval především s olomouckou divadelní ochotnickou jednotou nebo s pěveckým spolkem „Žerotín“, vystupovala zde ale i např. Ema Destinnová.
Známými absolventkami Pöttingea z počátku 20. století byla Alžběta Pospíšilová z Hodolan, známá později jako automobilová závodnice Eliška Junková a také Miroslava Ellederová z Litovle. Miroslava se roku 1908 provdala za zápasníka Gustava Frištenského. Francouzská výtvarnice českého původu Terry Haass ukončila studium na dívčí odborné škole v roce 1939, když musela jako židovka uprchnout před nacisty. Pöttingeum znovu navštívila v roce 1994. 

### Zánik
Za druhé světové války byla budova zabrána a byl v ní zřízen lazaret. Po roce 1945 se sem vrátila zdravotní škola a odborná škola pro ženská povolání s domovem. Status ústavu se postupně měnil v souvislosti s vnitropolitickým vývojem. Po změně režimu byla budova v roce 1952 předána státu a v roce 1954 se její název změnil na střední zdravotnickou školu. V prostorách bývalého penzionátu byl až do počátku 80. let domov mládeže, postupně se přemístil do nové budovy. Po sametové revoluci se škola při příležitosti 100. výročí založení ústavu v roce 1995 vrátila k užívání názvu bývalého zakladatele. Od roku 2001 je jejím zřizovatelem Olomoucký kraj.

### Zajímavosti
Jako patnáctiletý zde poprvé veřejně vystoupil kytarista Karel Plíhal, tehdy s country-swingovou skupinou Hučka.

## Budova

### Historie
V červnu 1894 začal být budován penzionát jako první část budoucího vzdělávacího ústavu. Projektantem byl architekt Jakob Gartner, stavitelem Karel Starý. Na výzdobě se podílela štukatérská dílna Františka Vyhnánka a sochař Josef Hladík. V září 1895 byl ústav slavnostně otevřen a velký zájem o studium si vyžádal jeho rozšíření. Levé křídlo s velkou dvoranou při severozápadním nároží bylo přistavěno v letech 1898–1899. Celý exteriér tak získal definitivní podobu. V roce 1939 byla realizována vnitřní přístavba. Ve druhé polovině 20. století byly postupně prováděny stavební úpravy interiéru (vybudování kotelny, laboratoří, úprava kaple na koncertní síň, renovace auly). V 80.a 90. letech byla vyměněna okna, opravena střecha. Nejnovější školní budova byla uvedena do provozu v zimě roku 1998. Jsou v ní moderní tělocvična, odborné laboratoře, informační centrum s knihovnou a moderními počítači.

### Popis
Pöttingeum je rozsáhlá nárožní dvoupatrová stavba v neogotickém stylu. Hlavní křídla směřující do Palackého a Pöttingovy ulice jsou na nároží spojena prostorem tělocvičny v přízemí a kaplí, která zabírá dvě vyšší podlaží. Navazují na ně krátké křídlo v Hynaisově ulici a novodobé budovy ve dvorní části, které slouží jako tělocvična, technologické a hospodářské zázemí. Tato čtyři křídla uzavírají dvůr nepravidelného tvaru s parkovou úpravou, oddělený od Hynaisovy ulice zdí s branou pro vjezd vozidel. Všechna křídla (kromě dvorní přístavby) jsou spojena souvislou chodbou ve všech podlažích. Celá hlavní budova je podsklepena.

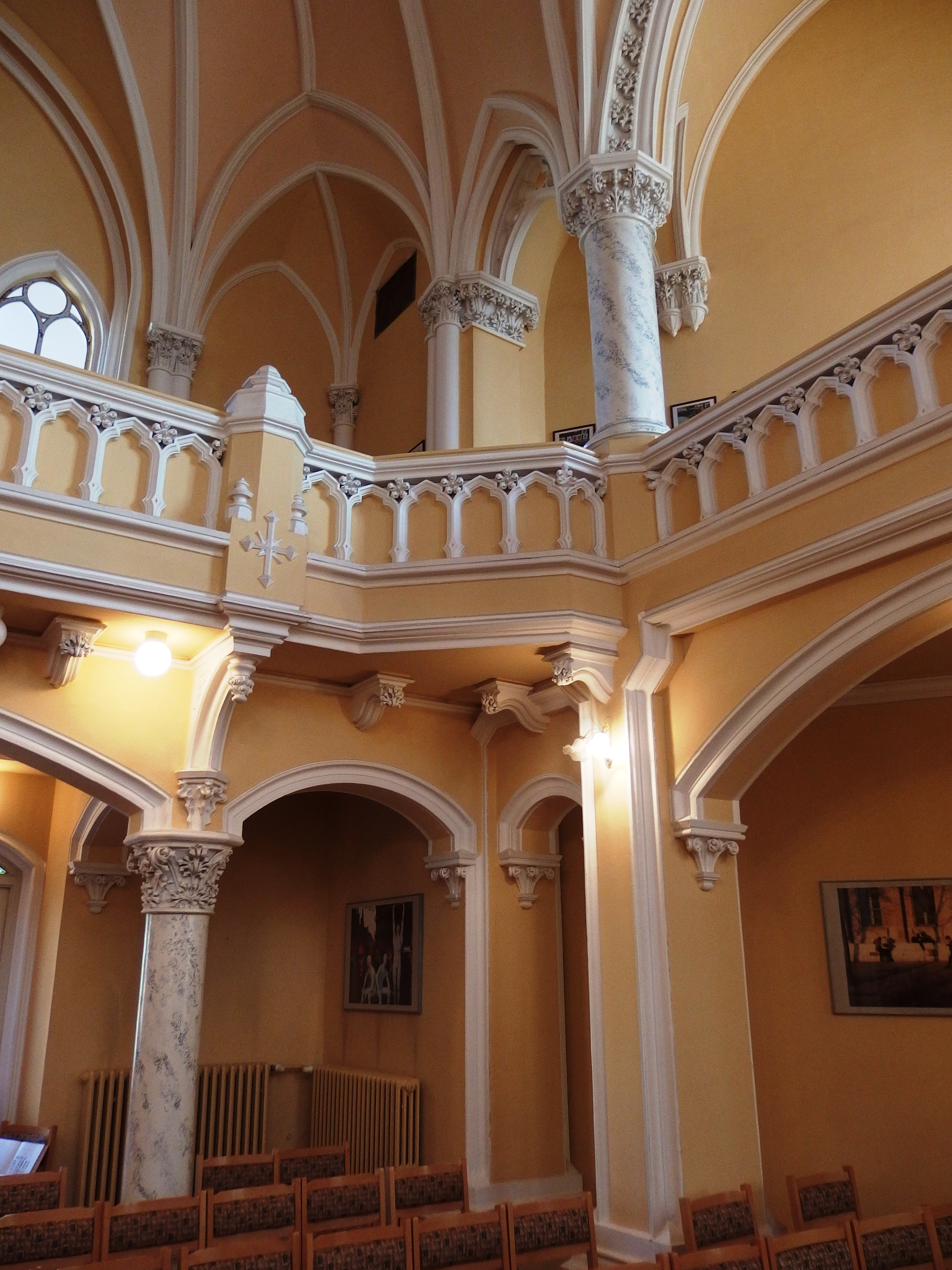
kaple

Fasáda hlavních budov se třemi řadami obdélných oken oddělených římsami je zdobena bosáží. Vstupy do budov na Palackého a Pöttingově ulici tvoří nevýrazné rizality s motivy slepých arkád s lomeným obloukem a dalšími prvky (fiály, krabi, rostliny). Nároží tvoří pětiosý rizalit s arkýřem kaple a hlavní věží. Vysoká okna kaple s lomeným obloukem jsou členěna kružbou.
Reprezentativní vstupní haly mají žebrovou klenbu na sloupech s rostlinnými ornamenty na hlavicích. Nástropní štuková zrcadla mají na rámech rostlinné dekory. V jednom z rámů se dochovaly zbytky nástropní malby. V obou vestibulech jsou pamětní desky s reliéfním portrétem hraběte Pöttinga. Do poschodí vedou trojramenná schodiště s neogotickými detaily výzdoby a původním zábradlím.
K dominantám interiéru patří slavnostní dvorana (aula) a kaple, které zabírají dvě horní podlaží. Aula je umístěna na severozápadním nároží směrem do Hynaisovy ulice. Je rozdělena na dvě části, jeviště a vlastní prostor auly s balkonem. Aula má fabionový strop s kazetováním, dřevěné vyřezávané obložení stěn a čtvery vyřezávané dveře. Balkon spočívá na třech konzolách s volutami a rostlinnými ornamenty. Je přístupný z chodby ve druhém patře. V prvém poschodí budovy se nad malou tělocvičnou nachází školní kaple, která  je vyzdobena ve stylu neogotiky tudorského směru. Je přístupná ze dvou pater, na poprsníku kruchty je umístěn erb zakladatele ústavu. Kaple má žebrovou klenbu sbíhající se do tří svorníků zdobených rostlinnými motivy. V oknech se dochovaly sklomalby, pocházející z roku 1895.  Jsou na nich patroni a světci se vztahem k zemím Koruny české.